# Овал Декарта
Ова́л Дека́рта — плоская алгебраическая кривая четвёртого порядка, представляющая собой геометрическое место точек, для которых сумма расстояний {\displaystyle r_{1}} и {\displaystyle r_{2}} до двух точек {\displaystyle F_{1}} и {\displaystyle F_{2}}, называемых фокусами, помноженных на константы {\displaystyle p_{1}} и {\displaystyle p_{2}}, является постоянной, то есть:
{\displaystyle p_{1}r_{1}+p_{2}r_{2}=d.}

## Уравнение кривой
Эта кривая описывается уравнением
{\displaystyle (x^{2}+y^{2}-2ax)^{2}=b^{2}(x^{2}+y^{2})+c,}
где a, b и c — константы, связанные с параметрами p1, p2 и d.
При {\displaystyle c=0} овал Декарта представляет собой улитку Паскаля.
Если {\displaystyle p_{1}=p_{2},}, то овал Декарта представляет собой эллипс, в случае {\displaystyle p_{1}=-p_{2},} — гиперболу.
Эту кривую первым изучил и описал Рене Декарт в 1637 году. Эти овалы Декарт построил при решении задачи оптики: он искал кривую, которая преломляла бы лучи, выходящие из одной точки, так, чтобы преломленные лучи проходили бы через другую заданную точку.

## Примеры овалов Декарта

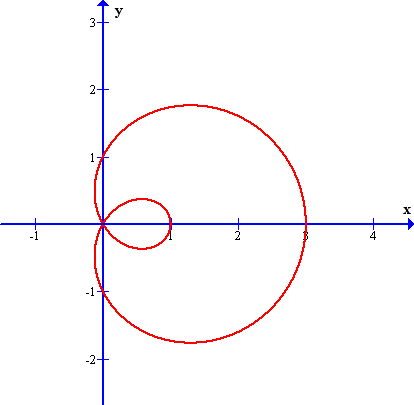
a = 1, b = 1, c = 0
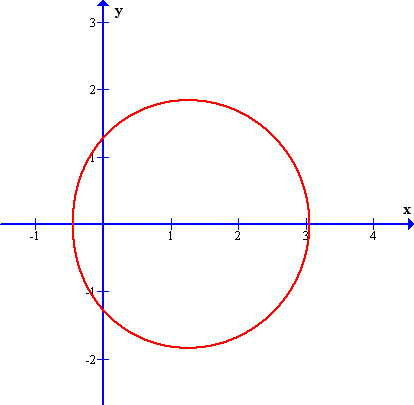
a = 1, b = 1, c = 1
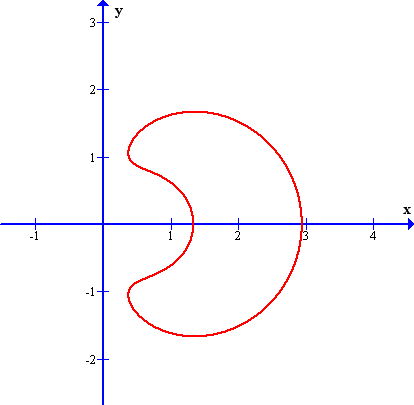
a = 1, b = 1, c = −1
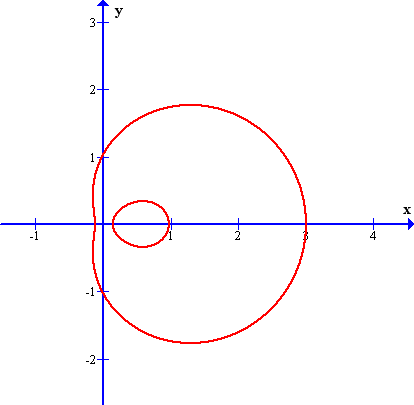
a = 1, b = 1, c = 0,05
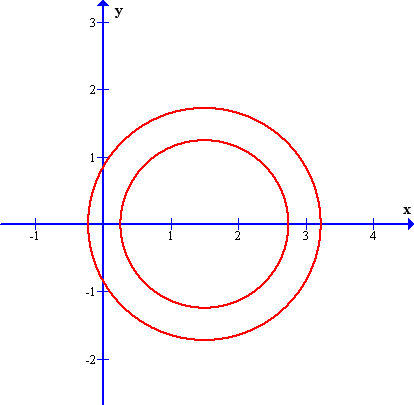
a = 1,5, b = 0, c = 0,5